# GO (タクシー配車サービス)
GO（ゴー）は、GO株式会社が提供するスマートフォン向けタクシー配車アプリケーションである。対応するOSはAndroid、iOSとなっている。

## 概要
地図上にピンを刺して指定した場所にタクシーを呼ぶアプリ（配車アプリ）で、アプリ提供元であるGO株式会社と提携しているタクシー事業者に所属する車両が配車される。加盟車両は45都道府県（一部地域を除く）の10万台以上に及び、同様のタクシー配車アプリとしては日本最大の規模を誇る。
2020年9月1日に、同じくタクシー配車アプリであるJapanTaxiとMOVが統合して誕生した。統合以前はそれぞれJapanTaxi株式会社と株式会社ディー・エヌ・エー（以下、DeNA）のMOV部門によって提供されていたが、アプリ統合に先立ち両者で事業統合が行われ、開発元の法人はJapanTaxi株式会社から株式会社Mobility Technologies（2023年よりGO株式会社）に改称し、乗客用アプリはMOVを元に開発を継続することとなった。
アプリの詳細な沿革については、GO (タクシー関連企業)#沿革を参照。

## 機能・サービス
GO配車に対応する各車両には、GO専用の乗務員端末が搭載されており、この端末を通してアプリサーバで各車の位置情報を常時取得している。
乗客用アプリで配車注文が行われると、サーバ上のAIが乗車場所や車両条件など、注文内容に応じて適切な車両1台を決定し、その車両の端末に配車依頼を送る。乗務員が配車を了解する（配車成立）と車載タブレットに乗客の情報が送信される。
注文操作は、乗客がアプリ上で以下の情報を設定して行う。
- 乗車地 - 地図上にピンを刺して位置を指定する。ピン位置は乗務員端末にも連携され、それに従ってカーナビゲーション案内が行われるため、建物の中央や道路の中央に設定すると、車両不着の原因となる[3]。なお、起動時はピンの位置が現在地から多少ずらされることもあるため、乗車したい正確な位置を調節することが肝要である。
- 降車地 - 乗車地と同じ方法で決める。入力は必須ではないが、配車確定後も何度でも再設定できる。乗車地と同様、乗務員端末でのナビ案内に対応している。
- 車両条件 - タクシー会社や車種を指定することができる。こだわり条件（後述）を設定することも可能。
- 支払方法 - GOPay（後述）または車内決済から選択できるが、配車確定後の変更はできない。車内決済の場合、配車されるタクシー事業者ごとに利用可能な支払方法は異なる。

配車成立後、乗客用アプリでは、システムが決めた到着予定時刻（待合時刻）、配車されるタクシーの所属事業者名、無線番号、ナンバープレートを確認できるようになる。車両到着前の乗務員・乗客間の連絡は、アプリ内の音声通話及び定型文で行うが、音声通話を利用するためには、乗客がアプリ上で着信を許可する必要がある。タクシーが到着したら、乗客自身が乗務員に予約名を告げて乗車する。
注文のキャンセルは、乗客有責の場合キャンセル料が発生する。
基本的にいずれの加盟事業者も、「GOによる配車」と「電話注文などで各社個別に受注する配車」でほぼ同一の扱いをするため、迎車料金や待合時刻超過後の対応の多くが各事業者の規定に依存する。また、一部交通圏では、迎車料金とは別にアプリ手配料が発生する。事業者毎の迎車料金・アプリ手配料はアプリ内で確認可能。アプリ手配料が発生する交通圏の事業者では、車内決済を指定した配車注文は受注しない運用を行っている場合がある。

### 乗務員端末
乗務員端末はGO株式会社が所属事業者に貸与しているAndroid端末で、専用の乗務員アプリがインストールされている。業務開始時に乗務員コードを入力（開局）することでGO配車を受けられるようになる。旧MOV構成の場合スマホ型、旧JapanTaxi構成の場合タブレット型となっている。Bluetoothにより各車載機器と連携している。
乗務員アプリにはカーナビゲーションアプリが組み込まれており、通常時はカーナビ（地図）として機能するほか、GO配車以外も含めた営業履歴を確認することができる。
乗客の注文により配車依頼があると画面が切り替わり、了解（応答）操作を求められる。了解できない状況にある場合は操作を行わない。配車成立後、乗務員は乗車地、乗客名（登録名）、車両条件（会社指定、こだわり条件）、支払方法、システムが決めた待合時刻を確認できるようになる。降車地が設定されている場合、乗車地に到着後確認できるようになる。
タクシーメータが空車以外の状態の時は配車依頼を受信しないようになっているが、空車時でも配車の受付可否を任意に切り替えることができる。また、乗客が待合時刻を超過しても現れない場合や、迎車進行中に事故・違反をしたなどの場合に備えて、乗務員側から配車をキャンセルできる機能もある。

### GO Pay
GO Pay（ゴー ペイ）は、乗客用アプリに決済方法を登録することで、乗車料金が確定した際に自動的に決済が行われる機能である。旧アプリの「JapanTaxi Wallet」「MOVネット決済」に相当する機能。注文時に予めGO Payを設定する方法（GO Pay配車）と、街中でGO対応車両に乗車後設定する方法（乗り込みGO Pay）がある。
決済方法はクレジットカードまたはd払いを設定することができるが、d払い設定時は車内決済でd払いに対応しているタクシー会社のみ利用可能である。
乗り込み利用の場合、乗車中に車載タブレットと乗客アプリの双方でGO Pay決済画面を表示し、特定の操作をすることで車両情報と乗客のGOアカウントが紐付けられ、金額確定後に自動的に決済が行われる。この操作は金額が確定する前（乗車直後など）でも行えるため、スムーズに降車することができる。旧MOV加盟車両と旧JapanTaxi加盟車両で、以下の通り利用方法が異なる。
- 旧MOV車 - 乗客がスマートフォンを決済タブレットに近付けると、音声トリガーにより車両情報と乗客のGOアカウントが紐付けられる[10]。
- 旧JapanTaxi車 - 決済タブレットに表示されるQRコードを乗客のスマートフォンで読み取ることで、車両情報と乗客のGOアカウントが紐付けられる[11]。

金額は乗務員端末とタクシーメーターをBluetooth接続、または乗務員が乗務員端末に手入力することで取得するが、決済後の金額変更は営業所（タクシー会社の運行管理者）でのみ可能で、乗務員端末では行うことができない。
降車後に、アプリから乗車区間や決済方法、タクシー事業者名を表示したPDF形式の領収証が発行可能となる。GO Pay利用時、GO株式会社が収受するオプション料金（後述）やアプリ手配料などはレシート発行機などの車載端末に連携されないため、乗客は車内で印字された領収証・レシートを受け取ることができない。

### 車両条件指定
以下の機能があるが、混雑時などはアプリ上で条件指定を外すよう促されることがある。
- 会社指定 - 通常はGOに加盟しているタクシー事業者に所属する全ての車両が配車対象となるが、特定のタクシー会社を指定して注文することができる。
- 車両タイプ - 全車両（指定なし）、スライドドア車両、車椅子対応車両のいずれかを指定できる。車椅子対応車両を選択した場合、スロープ利用の旨が乗務員に通知される。
- こだわり条件[13] - 「GO優良乗務員」「JPN TAXI指定」「空気清浄機など搭載車両」の3種類があり、それぞれ別途オプション料金が発生する。

### 優先パス
優先パスは、乗車料金とは別に所定のオプション料金を支払うことで、同時に注文している他の乗客より優先的に注文を成立させる機能である。金額は地域や時間帯によって変動するが、東京特別区・武三交通圏では980円である。旧JapanTaxiの「ビジーチケット」に相当する。
通常、探車に2分以上を要するとタイムアウトとなり探車が自動的に終了するが、優先パスを利用すると30分間探車を継続し、探車中に乗客を降ろして空車になった車両などにも配車依頼を送る。30分経っても車両が決まらなかった場合、優先パス料金は請求されない。GO Payでの支払時のみ利用可能。

### AI予約
AI予約は、予め設定した時刻に乗車できるようにタクシーを配車する機能である。旧JapanTaxiの「予約配車」に相当する。手配料（オプション料金）は金額は地域や時間帯によって変動するが、東京特別区・武三交通圏では通常980円である。GO Payでの支払時のみ利用可能。
通常のタクシー予約は各事業者が人力で予約管理・配車を行うのに対し、GOではこれらをAIで行うため受付可能件数が増加した点をセールスポイントとしている。

### 空港定額・事前確定運賃
いずれも、特定の区間を利用する際にメーター運賃ではなく予め設定された運賃を適用するものである。GO Pay支払のみ対応。
空港定額は、東京都内の指定地域と羽田空港または成田空港間の利用（成田発は非対応）にあたって、アプリ内で事前に空港定額を設定することで適用される。東京ハイヤー・タクシー協会が定める利用規約および運賃表に基づいて運用され、途中経由地を設けないことや、有料道路の利用などが定額適用条件となる。
事前確定運賃は、国交省の通達に基づき運用され、任意の場所を乗降地として設定できる。所定の経路で算出した距離料金に、時間帯別の係数を乗じた料金が乗車前（アプリでの注文操作時）に提示される。注文確定後の経路変更は原則認められず、途中で下車する場合も事前に提示された全額が請求される。

### GO PREMIUM
GO PREMIUM（ゴー プレミアム）は、通常ハイヤー等で使用される高級車両をGOで呼び出せるサービスである。2023年4月時点で、車両は全てその他ハイヤー枠で認可されたトヨタ・アルファードとなっており、東京23区の一部地域のみ対応。迎車料金とは別にプレミアムチャージが請求される。事前確定運賃・空港定額との併用が可能だが、AI予約には対応していない。

## 対応エリア
- 46都道府県（いずれも一部の地域では利用は不可）[23]
  - 2025年5月現在の利用不可エリアは島根県。

## 広告出演

### JapanTaxi
- 吉田鋼太郎「ジャパンタクシーの男」篇（2018年11月 - ）
- 温水洋一「ジャパンタクシーの男」篇（2018年11月 - ）[24]

### MOV
- 南海キャンディーズ - 「つかまる」篇、「到着時間」篇（2019年12月 - ）[25]

### GO
- 竹野内豊[26]、前原滉[26]、石井杏奈[27]、吉田羊[28]、イモトアヤコ[29]、岩谷健司[30]。